# Parco nazionale di Ise-Shima
Il parco nazionale di Ise-Shima (伊勢志摩国立公園?, Ise-Shima Kokuritsu Kōen) è un parco nazionale nella prefettura di Mie, in Giappone. È caratterizzato dalla sua costa a rías e dalle sue isole sparse intorno a numerose baie. L'interno è collinoso con il Monte Asama-ga-take (555 m) che è la vetta più alta.

## Aree naturali
- Baia di Ago
- Baia di Gokasho
- Baia di Matoya
- Kami-shima
- Kashiko-jima
- Kozukumi-jima
- Monte Asama-ga-take
- Tōshi-jima

## Siti culturali
- Meoto Iwa
- Kongōshō-ji
- Santuario di Ise

## Municipalità collegate
- Ise
- Toba
- Shima
- Minami-Ise[4][5]